# Новий Світ (заказник)
Держа́вний ботані́чний зака́зник «Нови́й Світ» (крим. Novıy Svit devlet nebatat-raatlıq) — природоохоронна територія в Криму, навколо селища Новий Світ.

## Опис
Площа 477 гектар. Заказник створено у 1974 році (раніше, з 1921 року — пам'ятка природи місцевого значення) в межах Судацького державного лісомисливського господарства.
Охороняються реліктові породи дерев: сосна Станкевича, ялівець колючий і деревоподібний, занесених до Червоної книги України. Вік лісів — до 150—200 років.
Відвідини заповідника здійснюються по двох екологічних маршрутах (стежках), які починаються на межі заповідника біля спеціальних пропускних пунктів:
- один з екологічних маршрутів — стежка Голіцина, починається на південно-західному березі бухти Зеленої. Вирубана в масивних вапняках на схилі гори Коба-Кая;
- друга екологічна стежка починається біля західної околиці смт Новий Світ і проходить по схилах гори Караул-Оба.

Заказник має високий міжнародний і національний природоохоронний статус, входить до природно-заповідного фонду України і є складовою частиною світової системи природних територій, що знаходяться під особливою охороною держави.

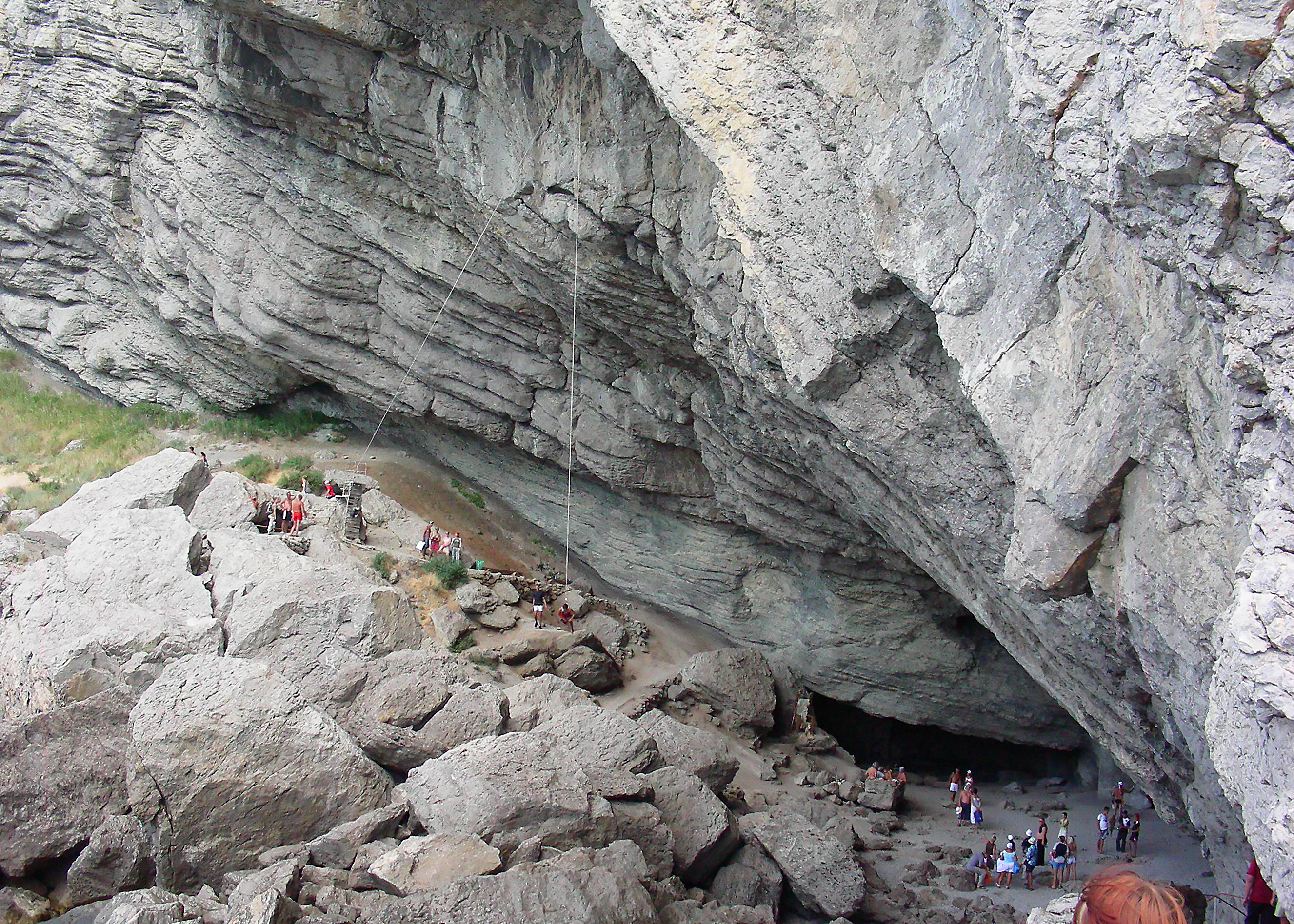
Грот Голіцина. Стежка Голіцина. Судак. Крим.

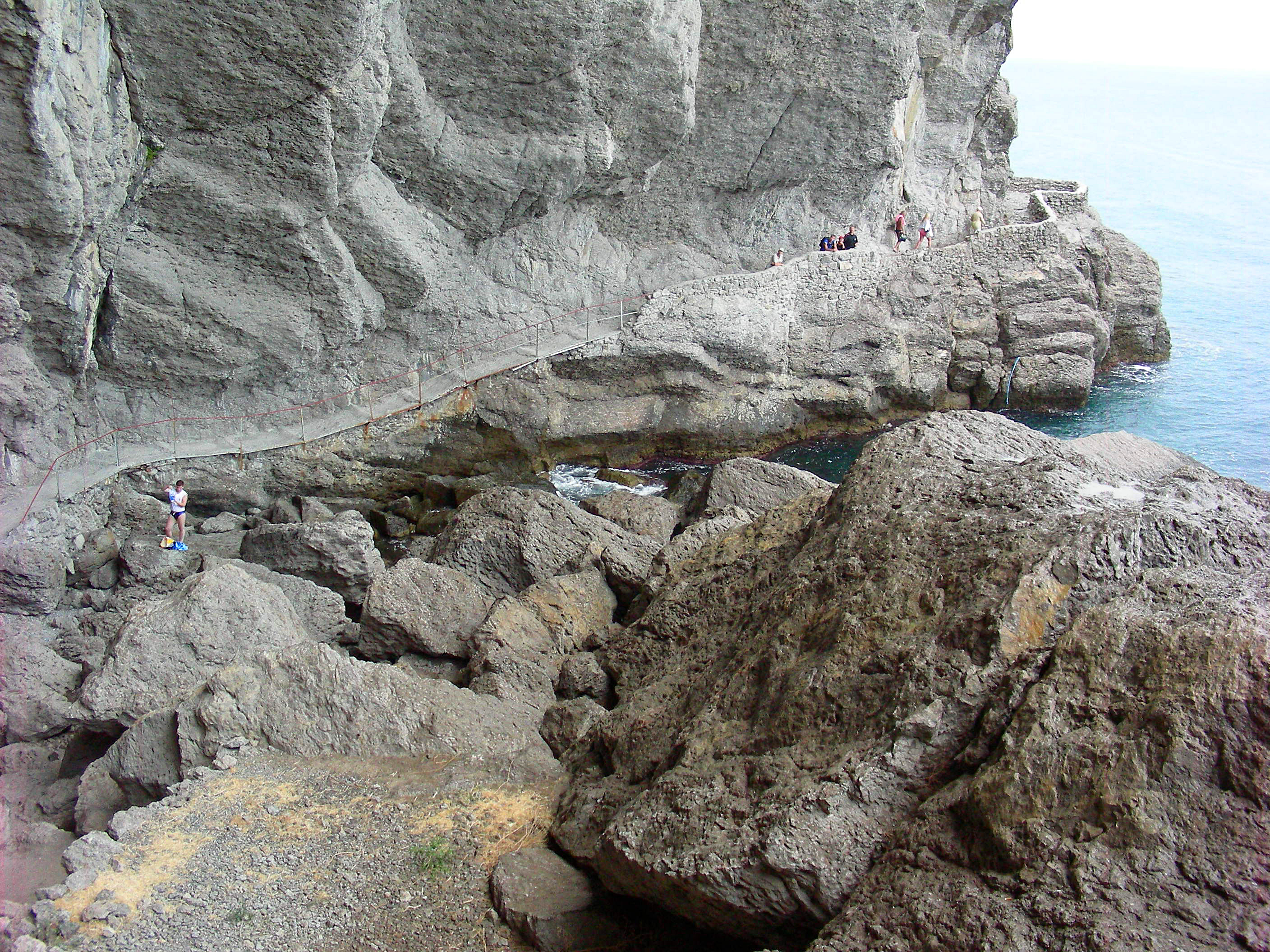
Грот Голіцина. Стежка Голіцина. Судак. Крим.

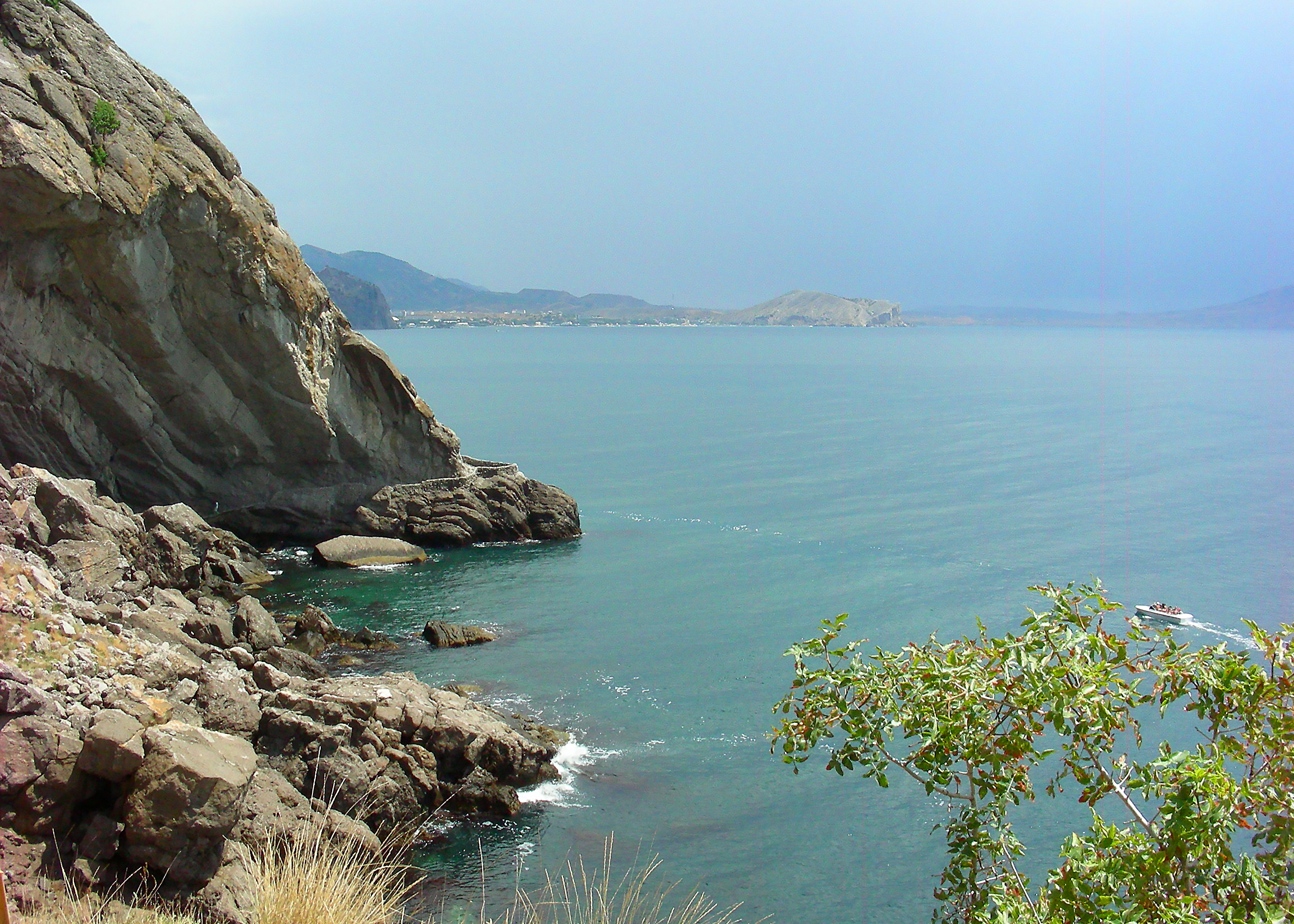
Стежка Голіцина. Новий Світ. Судак. Крим

## Галерея

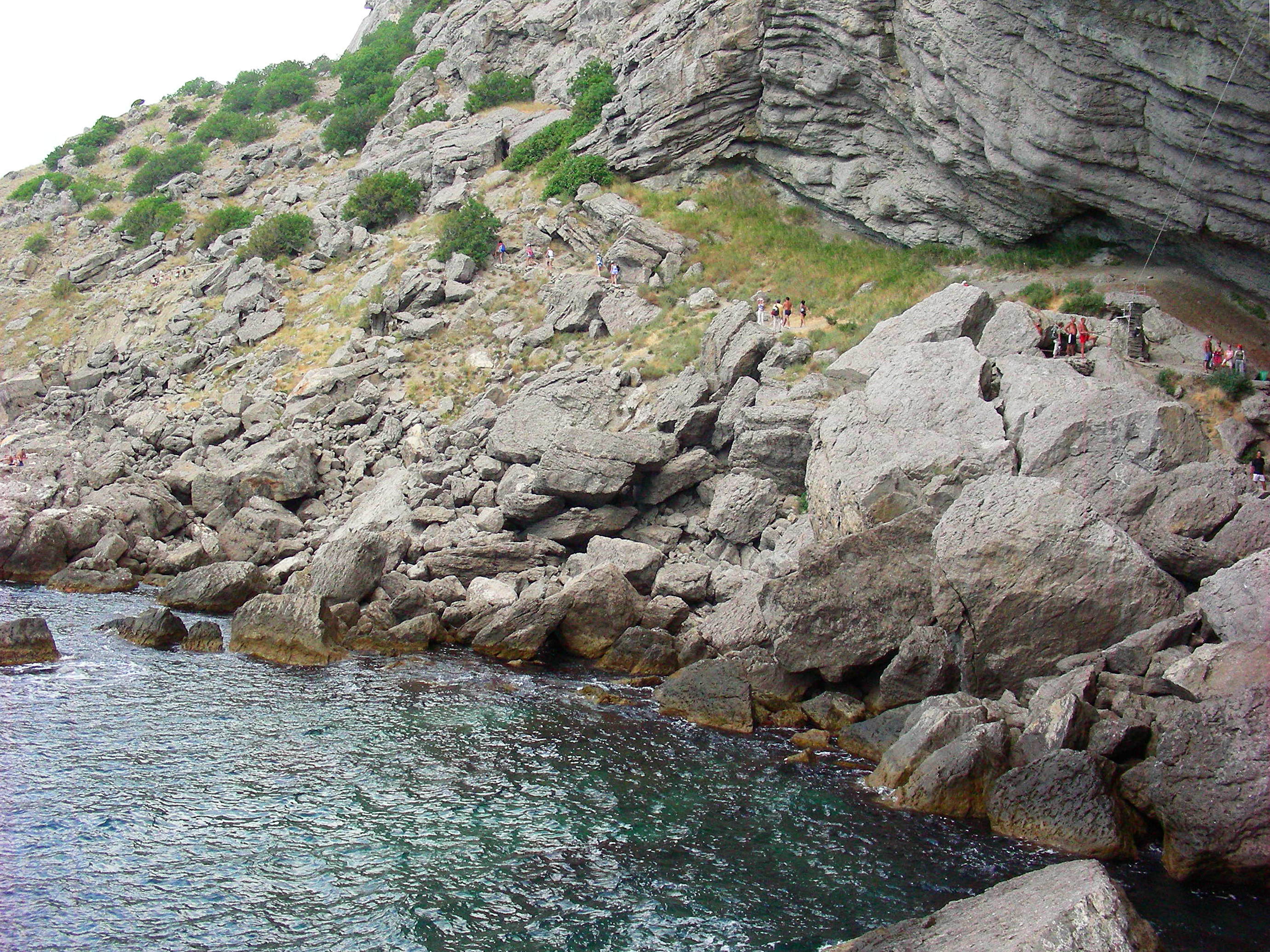
Грот Голіцина. Стежка Голіцина. Судак. Крим.